# Valzer op. 69 n. 1 (Chopin)
Il Valzer Op. 69 n. 1 in La bemolle maggiore, conosciuto anche con il titolo apocrifo di Valzer dell'Addio, è una composizione musicale per pianoforte scritta da Fryderyk Chopin nel 1835. 
Secondo le fantasie di Antoni Wodziński il brano fu ispirato al compositore da Maria Wodzińska nel momento in cui stava per lasciare il musicista dopo una vacanza passata insieme. Allo scoccare delle dieci, con la diligenza già pronta alla porta, la giovane gli fece il dono di una rosa. Il compositore, in preda all'afflato lirico, improvvisò il brano al pianoforte che in seguito Maria battezzò come Valzer dell'Addio. Nel racconto non vi è praticamente nulla di vero.
Il valzer fu scritto da Chopin durante il suo soggiorno a Dresda nell'agosto del 1835; il musicista ne fece una bella copia che lasciò a Maria con la dedica, mentre conservò per sé il manoscritto originale di stesura; in cambio la giovane gli regalò una rosa. Il Valzer non poté quindi essere opera di improvvisazione dal momento che la copia data a Maria era completa, curata e precisa. Il titolo dato alla composizione di Valzer dell'addio è di epoca successiva, forse creazione letteraria, deriva probabilmente dal titolo Adieu datole da Ludwika, sorella di Chopin, nel suo elenco di opere inedite del musicista.
Il compositore non pubblicò il brano, non tanto perché lo ritenesse personale di Maria (ne fece in seguito altre due copie dedicate a Elisa Peruzzi e a Charlotte de Rothschild, sue allieve), quanto perché considerò la composizione un'opera minore, di non grande importanza, come del resto accadde per molte altre sue opere. Il Valzer fu poi fatto pubblicare da Julian Fontana, amico di Chopin, presso l'editore Schlesinger a Berlino nel 1855.
L'impianto formale presenta un valzer principale bitematico con l'inclusione, al suo interno, di un trio, così come nel secolo precedente succedeva per una struttura analoga, quella del minuetto. Il primo tema del valzer principale ha un andamento cantabile, a tratti quasi trasognato. Il secondo tema, indicato Con anima, invece contrasta per la maggiore vivacità e il carattere più sereno. Il valzer si conclude con la ripresa del primo tema. Una frase capricciosa, che ritorna più volte su se stessa, apre il trio. A essa, in continua alternanza, si contrappone una seconda idea scalare e ascendente. La ripresa del primo tema del valzer principale funge infine da conclusione. Il valzer è un'opera piacevole, non ha pretese di alto livello ed è anche abbastanza semplice nell'esecuzione dato che è stato scritto per una dilettante, quale era Maria Wodzińska.